# Suicidal for Life
Suicidal for Life ist das siebte Studioalbum der US-amerikanischen Band Suicidal Tendencies. Es erschien im Juni 1994 bei Epic Records/Sony Music.

## Entstehung und Stil
Suicidal for Life, mit Produzent Paul Northfield in Hollywood und Santa Monica eingespielt, erschien etwa ein Jahr nach der Wiederveröffentlichung des ersten Albums unter dem Namen Still Cyco After All These Years. Es war das letzte Album vor der zwischenzeitlichen Auflösung der Band und somit das letzte mit Gitarrist Rocky George und Bassist Robert Trujillo sowie das einzige mit Schlagzeuger Jimmy DeGrasso. Die Platte war etwas schneller angelegt als das vorhergehende Studioalbum The Art of Rebellion. Auch textlich ging die Band offensiver zu Werke als beim Vorgänger: die ersten vier Stücke nach dem Intro enthalten das Wort fuck im Titel. Die Veröffentlichung wurde vorgezogen, da die Band das Angebot erhalten hatte, im Sommer 1994 Metallica in den USA zu begleiten.

## Rezeption
Eduardo Rivadavia von Allmusic bezeichnete das Album als „anders, aber nicht notwendigerweise großartige Musik“. Die Auflösung sei absehbar gewesen. Er vergab 1,5 von fünf Sternen. Uwe „Buffo“ Schnädelbach schrieb im Rock Hard, Suicidal Tendencies hauten „wieder mächtig auf die Pauke. Im direkten Vergleich mit dem reichlich abgefahrenen The Art Of Rebellion-Vorgänger geht das Quintett heuer deutlich gradliniger zu Werke, was den 13 Stücken (inklusive Intros und Outros) definitiv gutgetan hat. So wimmelt es auf der (wiederum von Soundtüftler Paul Northfield) hervorragend produzierten Scheibe nur so von geilen Melodien und wahnwitzigen Ideen.“ Er vergab neun von zehn Punkten.

## Titelliste
1. Invocation (Mike Muir, Rocky George, Robert Trujillo) – 0:59
2. Don't Give a Fuck (Muir, Mike Clark) – 2:47
3. No Fuck'n Problem (Muir, Clark) – 3:31
4. Suicyco Muthafucka (Muir, Clark, George) – 4:28
5. Fucked up Just Right (Muir, Clark) – 4:58
6. No Bullshit (Muir, George) – 3:13
7. What Else Could I Do? (Muir, George, Trujillo, Clark) – 6:00
8. What You Need's a Friend (Muir, Clark, Trujillo, George) – 3:56
9. I Wouldn't Mind (Muir, Trujillo, Clark) – 4:23
10. Depression and Anguish (Muir, Clark) – 3:03
11. Evil (Muir, George) – 3:44
12. Love vs. Loneliness (Muir, Clark, George) – 6:57
13. Benediction (Muir, George, Trujillo) – 1:01
14. Two Worlds Collide – 3:37*

* = Bonus-track der japanischen Ausgabe sowie B-Seite der Single Love vs. Loneliness.